# Монтеређо (Леко)
Монтеређо је насеље у Италији у округу Леко, региону Ломбардија.
Према процени из 2011. у насељу је живело 23 становника. Насеље се налази на надморској висини од 377 м.